# コーダー道場

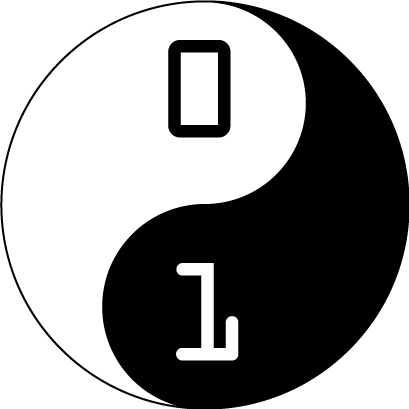
コーダー道場のロゴ

コーダー道場（コーダーどうじょう、英: CoderDojo）は、子供たちのためのオープンソース・プログラミング道場である。ジェームズ・ウェルトンを中心に、SOSventure のビル・リャオをパトロンとして、2011年6月アイルランドに始まり、2017年12月には世界75ヶ国・1500拠点にのぼる。日本では2017年12月時点、115以上の道場があり、下北沢オープンソースCafeのほか、全国各地で開催されている。

## 指導形式
公式サイトより、
- どの道場でも、子供たちが主体的に学ぶ姿勢が大事である。
- 道場ごとに内容も規模も異なる。

とある。よって、道場によって、形式も異なるが、主体的に学べる形式をとっているということである。

## 憲章の内容
すべての道場は、CoderDojo Foundation との合意が成立し、かつCoderDojoの理念に従うことに同意したうえで、
CoderDojo の名称、ロゴ、ウェブサイトを非営利活動の促進に使用することができるとある。
よって、道場の開催には、CoderDojo Foundationからの承認の上、憲章の内容に違反がないように開催するということである。
以下、憲章の内容（日本語訳）の一部抜粋である。
- 憲章
  - 若者が技術を作り上げていくための支援を行い、ひらめきを与えることに全力を尽くします
  - できうる範囲で、高い水準の児童保護を優先します
  - 道場に参加する子ども達や、その保護者から料金を徴収しません
  - 保護者が道場に参加することを推奨します
  - 持っている知識を自由かつオープンに共有します
  - 自分たちの道場内だけでなく、他の道場とも知識を共有します
  - CoderDojo コミュニティの国際的なブランドを維持し、大切にします
  - 参加者間の協力を促進し、同世代間のメンタリングや参加者同士のプロジェクトを推奨します。
  - 性別、人種、性的指向、信念、宗教、能力に関係なく、ボランティアや子ども達を歓迎します

以上は、
参加者、その保護者から料金を徴収せず、
持っている知識を自由に、だれでも共有できるようにし、
性別、人種、性的指向、信念、宗教、能力に関係なく、ボランティアや子ども達を歓迎することを、
すべての道場の原則にすることで、
コーダー道場の理念、オープンな開催を可能にしている。